# Lilia Armas Castro
Lilia Doroty Armas Castro (Mercedes, 12 de Setembro de 1926 - 2017) foi uma maestra, professora de música e escritora uruguaia.

## Obra
- Maestro músico José Segú (2004)
- Alfredo Magliacca, educador musical del pueblo (2005)
- Escuela hogar rural Asencio, 12 años de su existencia (2007)